# Elección complementaria de Chile del 6 de febrero de 1955
El 6 de febrero de 1955 se realizó una elección parlamentaria complementaria para llenar la vacancia de un diputado en la Séptima Agrupación Departamental, correspondiente al Primer Distrito de la provincia de Santiago, luego de la asunción de Sergio Recabarren Valenzuela (PAL) como ministro del Interior el 6 de enero del mismo año.
La elección extraordinaria fue convocada mediante un decreto promulgado el 8 de enero de 1955. El mismo día de la elección parlamentaria complementaria se realizaron elecciones extraordinarias para elegir un regidor en dos comunas:
- Calama, producto del fallecimiento de Eduardo Torres Echeverría.[3]
- Magallanes, producto del fallecimiento de Marcos Martínez Grandón.[4]

## Candidatos
La oposición al gobierno de Carlos Ibáñez del Campo buscó presentar un candidato común, ante lo cual se barajaron nombres como los de  Inés Enríquez, Isidoro Muñoz y Alejandro Ríos por el Partido Radical; Rafael Agustín Gumucio y Bernardo Leighton por la Falange Nacional; Manuel Mandujano, del Partido Socialista; Jorge Mardones Restat por el Partido Conservador Social Cristiano; y la candidatura independiente de Armando Uribe Herrera, exministro de Minería. El 8 de enero la Falange Nacional proclamó oficialmente a Rafael Agustín Gumucio como su candidato, quien fue confirmado como candidato del bloque opositor el 18 del mismo mes, lo que generó el retiro del Partido Conservador Unido (PCU) de dicha coalición y el 20 de enero acordaron no presentar candidato.
Dentro del ibañismo cada partido postuló sus propios nombres para definir un candidato de consenso. Inicialmente se planteó la candidatura de Mamerto Figueroa, a quien se sumaron después nombres como Plácido Contreras por el Partido Agrario Laborista —proclamado el 12 de enero—; Luis Cabrera Ferrada por el Partido Nacional Cristiano; y Luis Karque por el Movimiento Nacional Independiente. La Unión Nacional Laborista acordó el 7 de enero presentar la candidatura del secretario general del partido, el escritor y periodista Enrique Castro Farías, sin embargo su postulación no prosperó. El Partido Democrático del Pueblo presentó como su abanderado a Julio Fuenzalida Hurtado el 14 de enero, mientras que el Movimiento Nacional del Pueblo presentó a Ramón Álvarez Goldsack. Finalmente, en la madrugada del 21 de enero se proclamó oficialmente a Clodomiro Almeyda, del Partido Socialista Popular, como candidato oficial, quien también recibió el apoyo del Partido Progresista Femenino el 28 de enero.
El 13 de enero el Partido Nacional Agrario proclamó la candidatura de Jaime Sanfuentes Irarrázaval. Su comité de propaganda estuvo integrado por Hernán Jiles, Julio Illanes, Ulises Valenzuela, Sergio Valdivieso, Franklin Solar, Felipe Walker y el diputado Hernán Lobos.
El Partido Nacionalista del Trabajo proclamó el 15 de enero la candidatura de Santiago García Velasco, que finalmente no prosperó.

## Resultados
Para la elección estaban habilitados 174 307 ciudadanos. El resultado oficial de la elección, según la sentencia del Tribunal Calificador de Elecciones, fue el siguiente:
|  | 64.89 % |

|  | 35.11 % |

|  | 0.001 % |

El resultado preliminar, entregado el día de la elección y desagregado a nivel de comuna de la Municipalidad de Santiago, fue el siguiente:
|                    |        |        |      |      |
| 1° Santa Lucía     | 10 174 | 3261   | 276  | 169  |
| 2° Santa Ana       | 4014   | 2203   | 142  | 99   |
| 3° Portales        | 3301   | 2630   | 153  | 77   |
| 4° Estación        | 3301   | 2305   | 150  | 113  |
| 5° Cañadilla       | 4309   | 2777   | 148  | 191  |
| 6° Recoleta        | 4644   | 2753   | 179  | 165  |
| 7° Maestranza      | 3904   | 1904   | 152  | 92   |
| 8° Universidad     | 5547   | 2747   | 184  | 180  |
| 9° San Lázaro      | 4508   | 2829   | 198  | 132  |
| 10° Parque Cousiño | 5593   | 4022   | 224  | 222  |
| Total              | 49 295 | 27 431 | 1806 | 1440 |
| Fuente: La Nación. |        |        |      |      |

Rafael Agustín Gumucio fue proclamado electo por el Tribunal Calificador de Elecciones el 11 de marzo y se integró a la Cámara de Diputados el 22 de marzo de 1955.